# Championnats d'Europe de gymnastique artistique masculine 1981
Navigation
Essen 1979 Varna 1983
Le 14e championnat d'Europe de gymnastique artistique masculine s'est déroulé à Rome en Italie en 1981.

## Résultats

### Concours général individuel
| Rang               | Gymnaste                | Total  |
| ------------------ | ----------------------- | ------ |
| Médaille d'or      | Aleksandr Tkachev (URS) | 58.600 |
| Médaille d'argent  | Yuri Korolev (URS)      | 58.300 |
| Médaille de bronze | Bohdan Makuts (URS)     | 58.200 |

### Finales par engins

#### Sol
| Rang               | Gymnaste                | Total |
| ------------------ | ----------------------- | ----- |
| Médaille d'or      | Yuriy Korolev (URS)     | 19.65 |
| Médaille d'or      | Roland Brückner (GDR)   | 19.65 |
| Médaille de bronze | Aleksandr Tkachev (URS) | 19.55 |

#### Cheval d'arçon
| Rang              | Gymnaste              | Total |
| ----------------- | --------------------- | ----- |
| Médaille d'or     | György Guczoghy (HUN) | 19.80 |
| Médaille d'argent | Kurt Szilier (ROU)    | 19.55 |
| Médaille d'argent | Yuriy Korolev (URS)   | 19.55 |
| Médaille d'argent | Michel Boutard (FRA)  | 19.55 |

#### Anneaux
| Rang               | Gymnaste                | Total |
| ------------------ | ----------------------- | ----- |
| Médaille d'or      | Yuriy Korolev (URS)     | 19.80 |
| Médaille d'argent  | Rocco Amboni (ITA)      | 19.65 |
| Médaille de bronze | Aleksandr Tkachev (URS) | 19.60 |

#### Saut
| Rang               | Gymnaste            | Total  |
| ------------------ | ------------------- | ------ |
| Médaille d'or      | Bogdan Makuts (URS) | 19.600 |
| Médaille d'argent  | Yuriy Korolev (URS) | 19.575 |
| Médaille de bronze | Rocco Amboni (ITA)  | 19.500 |

#### Barres parallèles
| Rang               | Gymnaste                | Total |
| ------------------ | ----------------------- | ----- |
| Médaille d'or      | Bogdan Makuts (URS)     | 19.70 |
| Médaille d'argent  | Aleksandr Tkachev (URS) | 19.45 |
| Médaille de bronze | Lutz Hoffmann (GDR)     | 19.40 |
| Médaille de bronze | Eberhard Gienger (FRG)  | 19.40 |

#### Barre fixe
| Rang               | Gymnaste                | Total |
| ------------------ | ----------------------- | ----- |
| Médaille d'or      | Eberhard Gienger (FRG)  | 19.80 |
| Médaille d'or      | Aleksandr Tkachev (URS) | 19.80 |
| Médaille de bronze | Bogdan Makuts (URS)     | 19.60 |

## Tableau des médailles
| 1 | {{country data {{{1}}} | Pays/callback | name = | variant= | size= }} | ? | ? | ? | ? |
| 2 | {{country data {{{1}}} | Pays/callback | name = | variant= | size= }} | ? | ? | ? | ? |
| 3 | {{country data {{{1}}} | Pays/callback | name = | variant= | size= }} | ? | ? | ? | ? |
| 4 | {{country data {{{1}}} | Pays/callback | name = | variant= | size= }} | ? | ? | ? | ? |
| 5 | {{country data {{{1}}} | Pays/callback | name = | variant= | size= }} | ? | ? | ? | ? |
| 6 | {{country data {{{1}}} | Pays/callback | name = | variant= | size= }} | ? | ? | ? | ? |
| 7 | {{country data {{{1}}} | Pays/callback | name = | variant= | size= }} | ? | ? | ? | ? |
| 8 | {{country data {{{1}}} | Pays/callback | name = | variant= | size= }} | ? | ? | ? | ? |